# Música de Caicó

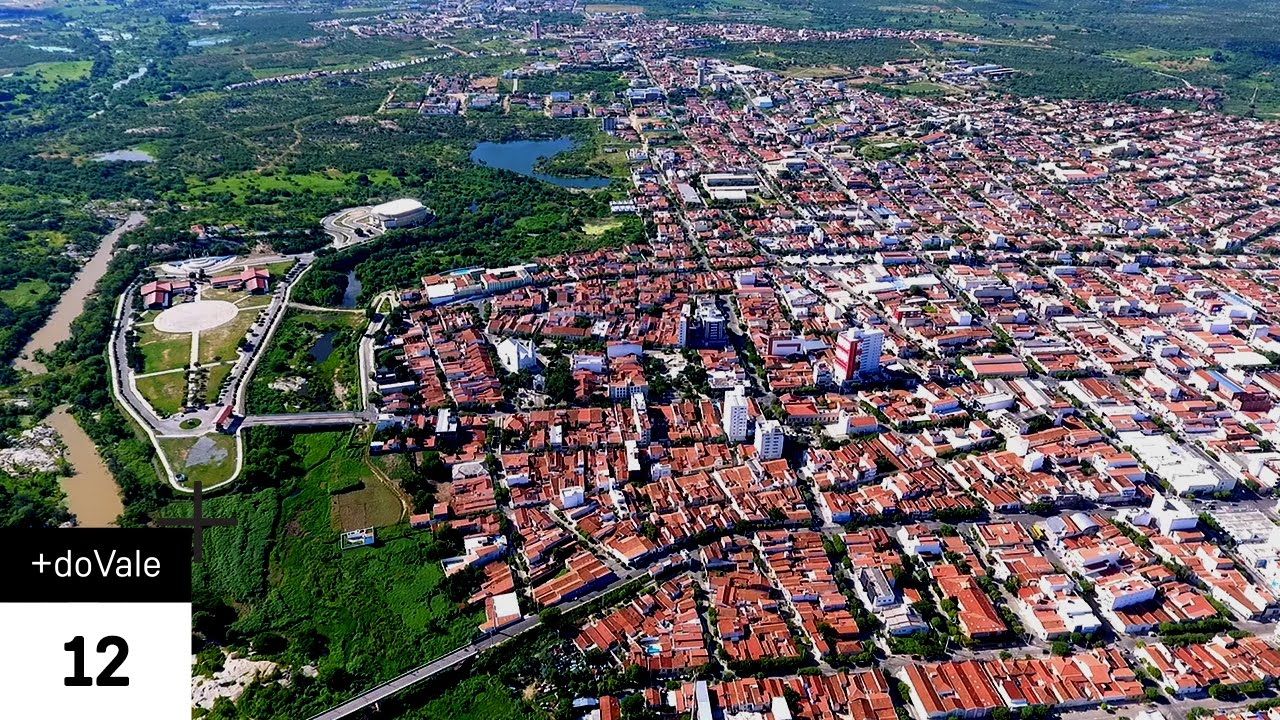
Caicó - Rio Grande do Norte

A música de Caicó é uma manifestação cultural que reflete a diversidade de influências que moldaram a identidade musical da região do Seridó, no estado do Rio Grande do Norte. As tradições musicais da cidade de Caicó remontam há tempos coloniais e evoluíram ao longo dos séculos, incorporando elementos indígenas, africanos e europeus. No século XXI, a música em Caicó integra a vida cotidiana e as celebrações populares, desempenhando um papel na preservação e difusão da cultura local.

## História e influências

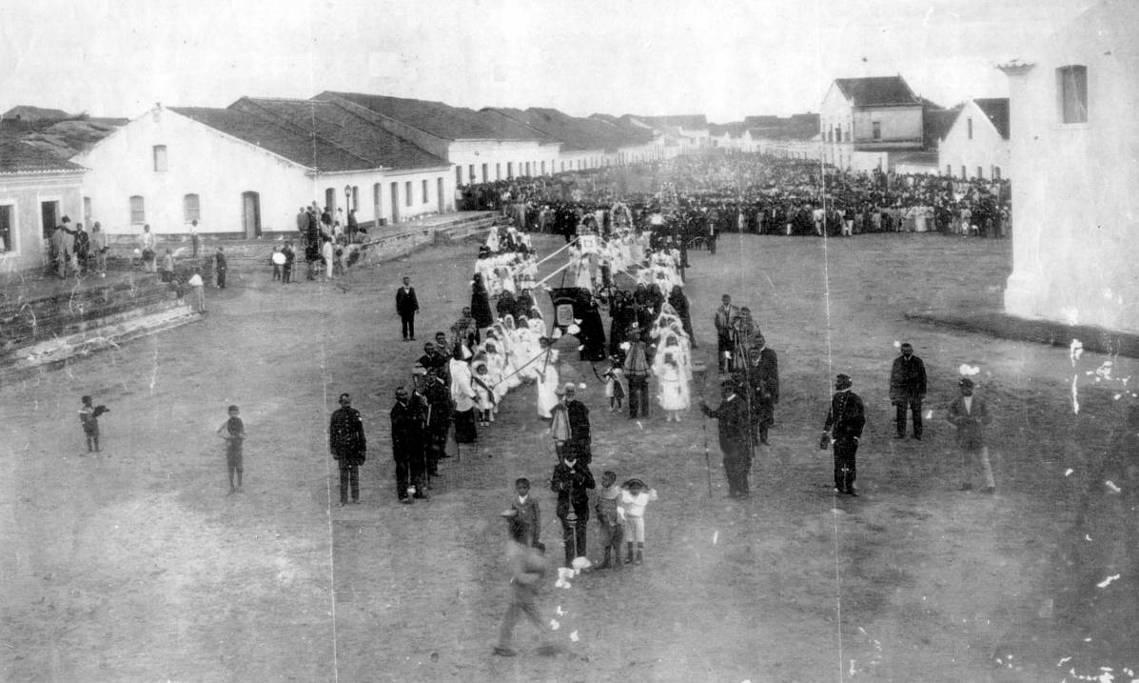
Procissão da Festa de Santana em Caicó (RN), final do século XIX.

### Período colonial e influências europeias
A colonização europeia, especialmente a portuguesa, trouxe para Caicó e região influências musicais como a música sacra e folclórica, que marcaram as primeiras expressões musicais no contexto das festividades religiosas e eventos públicos. Durante o período colonial, a música teve um papel nas festas religiosas, como a Festa de Sant’Ana. 

### Influências africanas

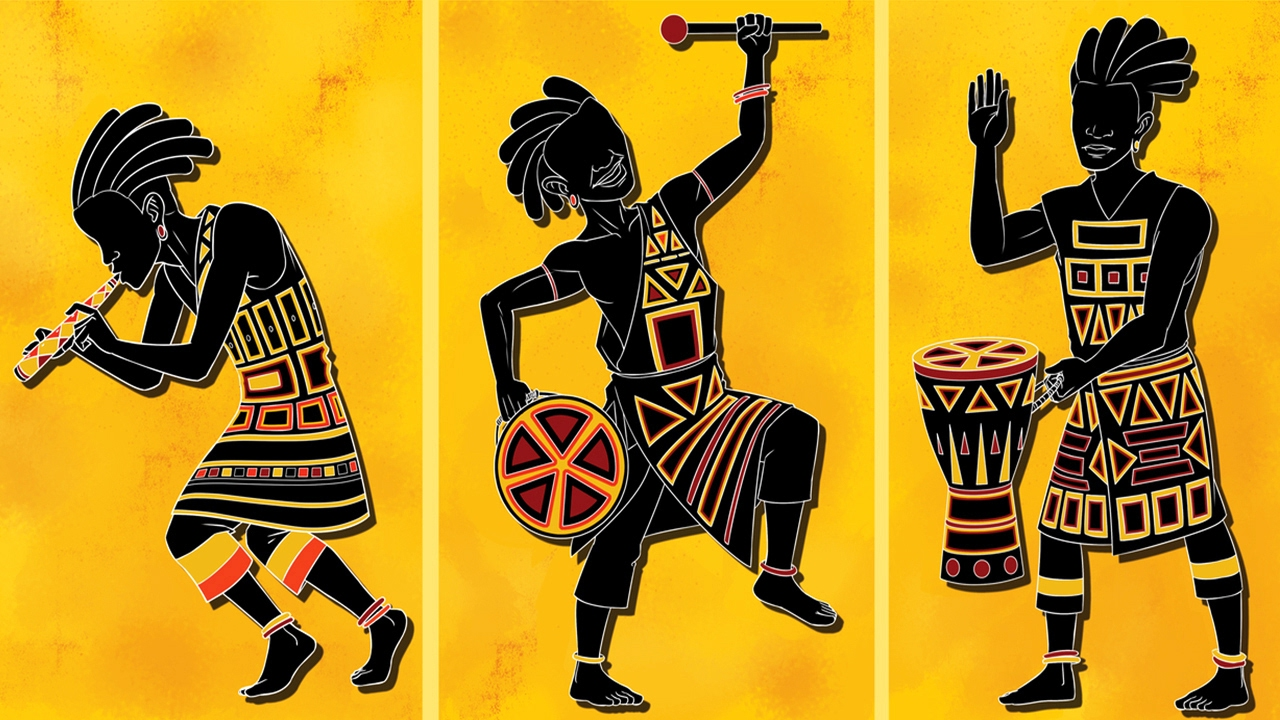
Música tradicional africana.

A presença de africanos escravizados na região também contribuiu para a formação da identidade musical caicoense. Instrumentos de percussão, ritmos sincopados formas de expressão musical ligadas às tradições africanas foram gradualmente inseridos nas celebrações e práticas musicais locais.

### Influências indígenas
As populações indígenas que habitavam o Seridó, especialmente os Cariris, também deixaram sua marca na música da região, com ritmos e danças que foram integrados às práticas culturais caicoenses, principalmente em festividades comunitárias e rituais religiosos.

## Gêneros musicais tradicionais

### Forró e Xaxado
O forró é um dos gêneros mais populares em Caicó, acompanhado pelo xaxado e outros estilos relacionados. Esses ritmos típicos do Nordeste são fortemente representados na cultura musical da cidade e frequentemente tocados em festas, bailes e eventos sociais.

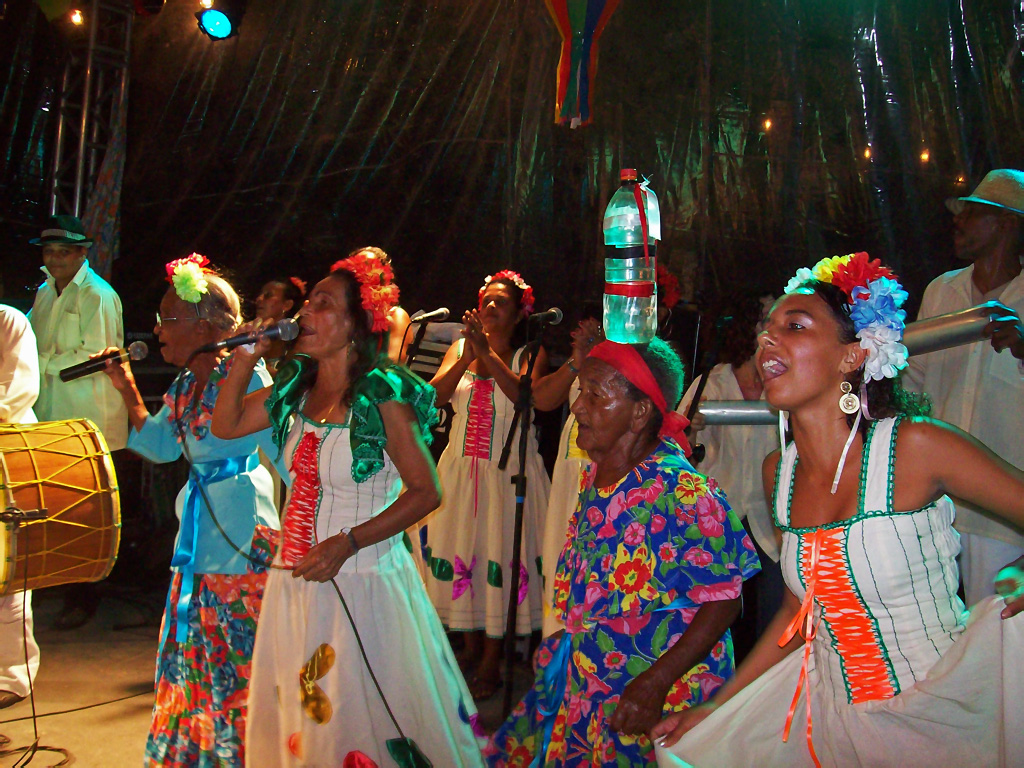
Roda de Coco, dança típica brasileira.

### Coco e Baião
O coco e o baião, estilos musicais com raízes populares nordestinas, também têm grande relevância na região. Grupos locais e músicos individuais mantêm vivas essas tradições em shows e apresentações em eventos culturais como festivais regionais.

### Chorinho e Serestas

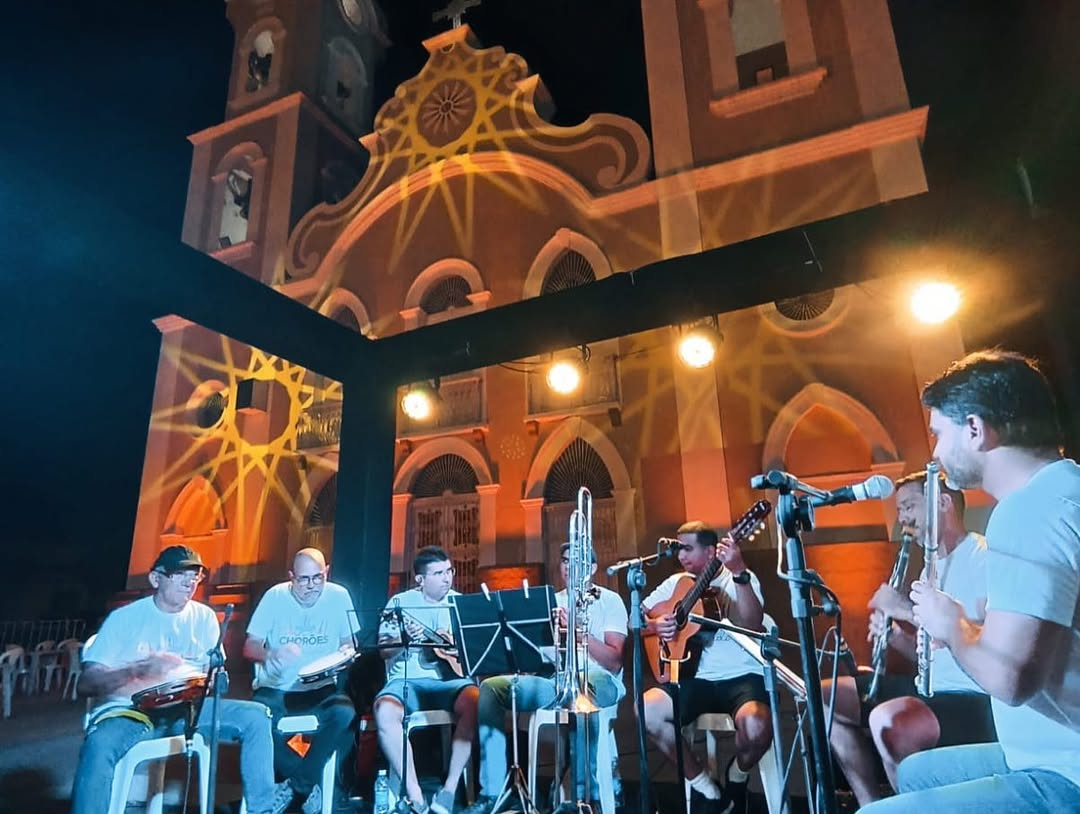
Apresentação dos Chorões do Seridó no Festival Gastronômico de Caicó, em 2023.

O chorinho e as serestas desempenham um papel na música caicoense, especialmente nas apresentações noturnas em praças e eventos públicos. Esses gêneros evocam uma estética musical nostálgica e romântica, muito apreciada pela comunidade local. 
Um exemplo de grupo desse gênero são os Chorões do Seridó, um grupo instrumental dedicado ao chorinho, que se apresenta regularmente em eventos culturais da região, mantendo viva a tradição desse gênero.

## Orquestras, blocos e grupos musicais

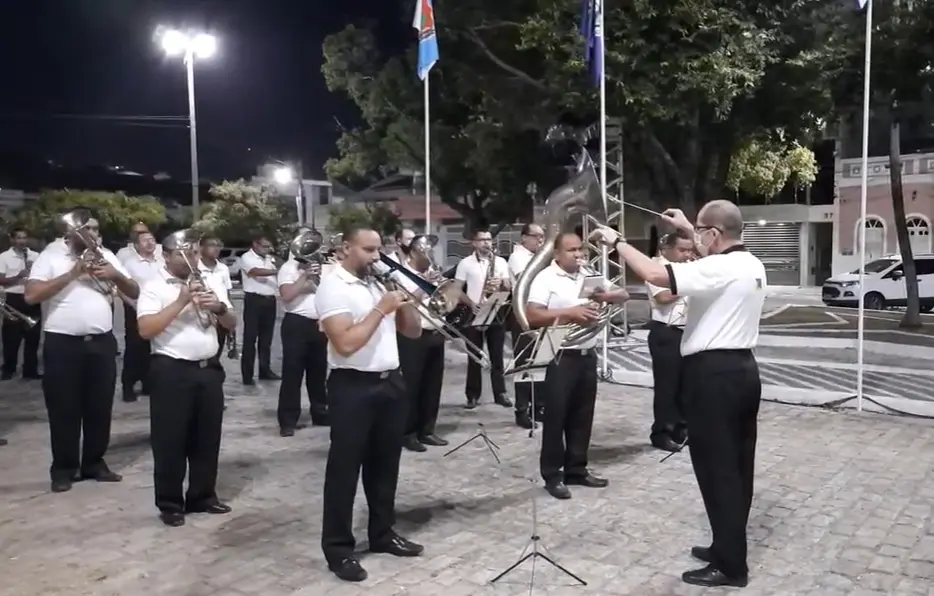
Banda Filarmônica Recreio Caicoense na Festa de Sant'Ana em 2022.

### Filarmônica
A Banda Filarmônica Recreio Caicoense é uma das instituições musicais mais antigas da cidade de Caicó, no Rio Grande do Norte. Sua origem remonta a 1876, quando foi organizada pelo maestro Tertuliano sob o nome de Banda de Música Caicoense. Em 1907, o Dr. José Augusto fundou a Banda Recreio Caicoense, que teve como maestro o professor Manuel Fernandes. Após um período de desativação, a banda foi reativada em maio de 1955, realizando sua primeira apresentação em frente à residência do Dr. Antonio Aladim no dia 1º de janeiro de 1908.
Ao longo de mais de cem anos de atividade, a banda se tornou um importante espaço para a execução de obras musicais variadas, proporcionando aos ouvintes momentos de celebração e reflexão. Seu repertório inclui valsas, tangos, maxixes, além de gêneros mais contemporâneos como o samba e o forró. Contudo, a banda se destaca especialmente na execução de dobrados, reconhecidos pela profundidade e cadência de suas notas. Composições clássicas como Batista de Melo, Cisne Branco, Ernesto Galvão, Saudade da minha terra, Mobral, Caetano Dantas, Onze de Dezembro, e Manoel Victoriano fazem parte de suas apresentações.
A Banda Filarmônica Recreio Caicoense é uma presença constante e indispensável na Festa de Sant'Ana de Caicó, que acontece anualmente em julho, reforçando sua relevância cultural na comunidade local.

### Bandas de Pífanos
As bandas de pífanos, compostas por flautas de bambu e percussão, são uma tradição importante na música caicoense, especialmente em festas de rua e celebrações populares. Esses grupos mantêm viva uma forma de expressão musical ancestral, enraizada na cultura popular.

### Orquestras
O Projeto Orquestras IFRN Caicó é uma iniciativa de extensão do Instituto Federal do Rio Grande do Norte (IFRN) campus Caicó, realizada em parceria com a Universidade Federal do Rio Grande do Norte (UFRN). O objetivo do projeto é promover o ensino e a prática de música clássica na região do Seridó, oferecendo aulas de violino, viola e violoncelo. O público-alvo são membros da comunidade a partir dos 12 anos de idade.

#### Orquestra Sinfônica Meninas de Caicó
A Orquestra Sinfônica Meninas de Caicó é um grupo musical composto por 50 alunas da Rede Municipal de Ensino, parte integrante do Projeto Aldo Parisot. Este projeto é realizado por meio de uma parceria entre a UFRN, a Fundação Nacional de Artes (FUNARTE), o IFRN, a Secretaria Municipal de Educação, Cultura e Esportes (SEMECE) de Caicó e o Escritório BTW Madruga.

#### Orquestra Sinfônica do Rio Grande do Norte (OSRN)
Composta por servidores do Governo do Estado, já realizou apresentações em Caicó, executando peças de compositores clássicos e potiguares.

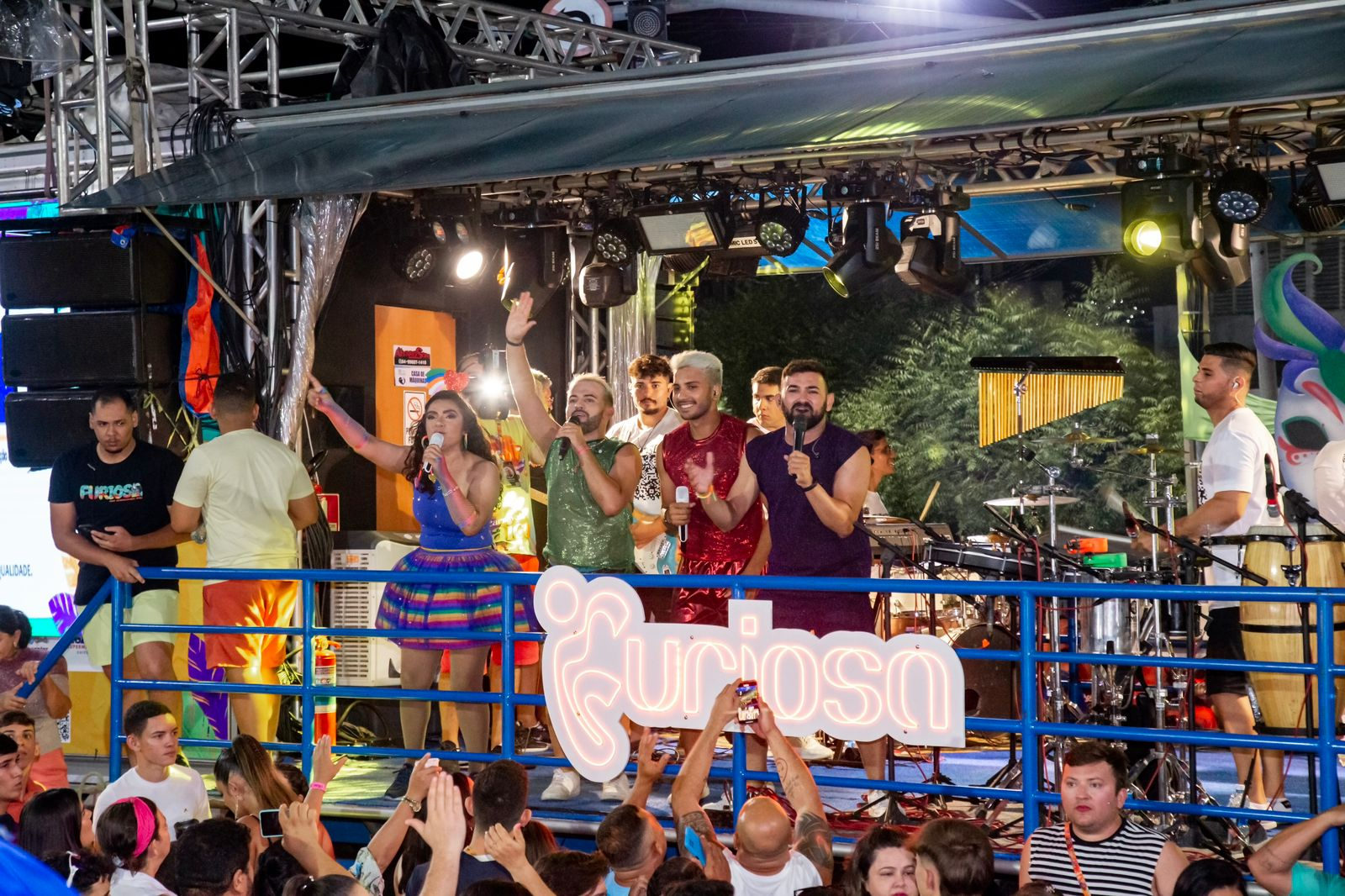
Orquestra do Bloco da Furiosa no Carnaval de Caicó, em 2023.

#### Orquestra da Furiosa
A Orquestra do Bloco da Furiosa de Caicó é uma banda instrumental de música carnavalesca e folclórica originária da cidade de Caicó. Fundada como parte do Bloco da Furiosa, a orquestra se destaca por sua participação ativa nas festividades carnavalescas da região, contribuindo para a preservação e renovação da tradição musical local. Com um repertório centrado em marchinhas, frevos e outros ritmos populares, a orquestra tem um papel fundamental na animação das ruas durante o carnaval, atraindo tanto moradores quanto turistas.
O grupo é conhecido pela sua performance enérgica e pela capacidade de envolver o público, transformando o carnaval de Caicó em uma experiência vibrante e interativa. A Orquestra da Furiosa tornou-se, ao longo dos anos, um símbolo cultural da cidade e uma importante representante da tradição do carnaval nordestino, contribuindo para a valorização da identidade cultural do Seridó potiguar. Além disso, a orquestra participa de eventos e apresentações fora do período carnavalesco, levando a música regional a diferentes contextos e fortalecendo o reconhecimento da cultura local.

### Blocos de Carnaval

#### Bloco Canguru
O Bloco Canguru é um dos blocos mais tradicionais e emblemáticos do carnaval caicoense. Fundado na década de 1970, o bloco é conhecido por seu estilo irreverente e por atrair multidões durante o período carnavalesco. O Canguru é especialmente popular por suas características inovadoras, como a música animada, o desfile contagiante e o espírito de festa que promove entre seus foliões. O bloco se destaca pelo seu carro de som vibrante, fantasias coloridas e o famoso "abana abacaxi", um adereço característico utilizado pelos foliões. Além disso, o bloco mantém uma estrutura de apoio para segurança e organização, com o intuito de promover um ambiente seguro para os participantes. O repertório musical do Canguru inclui canções de frevo e axé, além de músicas populares que animam os desfiles nas ruas de Caicó.

#### Bloco do Magão
O Bloco do Magão é uma tradicional manifestação cultural do Carnaval de Caicó. Fundado em 1982, o bloco é oficialmente chamado "Ala Ursa do Poço de Sant’Ana", em homenagem à santa padroeira da cidade, mas é popularmente conhecido como Bloco do Magão, em referência ao seu fundador, José Moreira dos Santos, mais conhecido como Magão. A iniciativa de Magão tornou-se um patrimônio imaterial do município, reconhecido pela sua contribuição para a preservação das manifestações culturais locais e regionais. 

#### Bloco Treme Treme
O Bloco Treme Treme é um dos blocos de carnaval mais tradicionais, assim como o Ala Ursa do poço de Sant’Ana da cidade de Caicó. Conhecido pela sua irreverência e animação, o bloco arrasta uma multidão de foliões pelas ruas da cidade durante o período carnavalesco, mantendo viva uma das manifestações culturais mais marcantes do município e da região do Seridó. Criado na década de 1980, o Bloco Treme Treme surgiu com o intuito de reunir amigos e familiares para celebrar o carnaval em um clima de diversão e descontração. Ao longo dos anos, o bloco cresceu e passou a integrar a programação oficial do carnaval de Caicó, tornando-se um símbolo da festividade. O Treme Treme é marcado pela sua simplicidade e autenticidade, características que preservam o espírito das celebrações populares. Diferente de alguns blocos carnavalescos que utilizam abadás e estruturas sofisticadas, o Treme Treme valoriza o acesso aberto e a espontaneidade. Os foliões seguem o bloco ao som de músicas tradicionais e contemporâneas, muitas vezes embaladas por marchinhas e ritmos típicos do carnaval nordestino.

### Violeiros do Seridó
Os violeiros do Seridó, especialmente em Caicó, são peças centrais da cultura local, refletindo o espírito do sertão potiguar e mantendo vivas as tradições de cantoria e repentismo. Esta prática artística envolve duelos poéticos e é transmitida entre gerações, consolidando-se como um símbolo identitário. Caicó abriga festivais e encontros de violeiros, como o programa Violeiros do Seridó na Rádio Rural, no ar desde 1963, que contribui para a valorização e preservação dessa tradição.
A presença desses artistas atrai o turismo cultural, especialmente durante a Festa de Sant'Ana, onde eles se apresentam em espetáculos de improviso, demonstrando habilidades na composição de versos sobre temas sociais e religiosos. Esse evento é reconhecido pelo Instituto do Patrimônio Histórico e Artístico Nacional (IPHAN) por documentários que registram a importância cultural dos violeiros, promovendo maior visibilidade ao folclore regional e às artes populares nordestinas. 
O impacto dos violeiros vai além do entretenimento; eles são a identidade seridoense e asseguram a perpetuação dos costumes orais, que ressoam na poesia e no ritmo da viola. Iniciativas de pesquisadores locais, como a UFRN, têm estudado essas manifestações, destacando sua relevância e mudanças ao longo dos séculos, como os novos temas e dinâmicas na cantoria, adaptados aos contextos contemporâneos da região.

### Grupos musicais

#### Lydias Brasileiras
O Coletivo Artístico Cultural e Musical As Lydias Brasileiras foi fundado em março de 2019, na cidade de Caicó. Com mais de quatro anos de atuação, o coletivo busca promover a representatividade feminina no cenário musical regional, especialmente no forró de raiz, historicamente dominado por homens.
O grupo é composto por cinco mulheres musicistas: Sandra Rosário, Vitórias Dantas, Cynara Veras, Nina Rosa e Ana Paula. Além das atividades musicais, o coletivo desenvolve três projetos sociais: "As Lydias Brasileiras vão às escolas públicas e instituições sociais", "Absorvendo empatia", voltado para mulheres em reclusão na Penitenciária Estadual do Seridó, e "Mulheres, histórias e afetos: a elas as Lydias Brasileiras dedicam", além do projeto "Por Amor à Caicó".
Além da banda Lydias Brasileiras, outras bandas que merecem destaque e contribuem para a cidade incluem a banda Mimosos, Circuito Musical e a banda Maria Preta. Essas formações musicais contribuem para a cena cultural local, enriquecendo o panorama musical de Caicó e promovendo a valorização da diversidade artística na região.

## Festividades

### Festa de Sant'Ana
A Festa de Sant’Ana, padroeira de Caicó, é o evento mais importante da cidade e envolve uma rica programação musical. Durante as festividades, bandas filarmônicas, grupos de forró e artistas locais se apresentam, celebrando a cultura e religiosidade da região.

### Carnaval de Caicó
O Carnaval de Caicó é uma das maiores manifestações populares do Rio Grande do Norte e conta com uma intensa programação musical, com blocos de rua, shows de bandas locais e regionais, além de apresentações de frevo, axé e ritmos nordestinos.

### Festival de Bandas Filarmônicas
Esse festival é um evento anual que celebra a tradição das bandas filarmônicas de Caicó e da região do Seridó, reunindo músicos de diversas faixas etárias para apresentações e concertos públicos, destacando o papel da música instrumental na cultura local. 

## Educação musical

### Escolas de música
Caicó possui diversas iniciativas voltadas à educação musical, com destaque para projetos de inclusão social através da música, que ensinam jovens e crianças a tocar instrumentos musicais. A SI Music, por exemplo, é uma referência na formação de músicos na região, além da Associação de Pais e Amigos dos Excepcionais (APAE), uma instituição sem fins lucrativos dedicada ao fornecimento de atendimento especializado e educação especial para pessoas com deficiência.

### Novas expressões e a cena musical contemporânea
Nos últimos anos, Caicó tem visto o surgimento de novas bandas e artistas que misturam os ritmos tradicionais com influências modernas, como o rock, o reggae e a música eletrônica. Essas expressões musicais refletem a capacidade da cidade de se adaptar e inovar, mantendo suas raízes.

#### O Sertão Sangrento
O Sertão Sangrento é uma banda de horror punk e hardcore, formada no final de 2004 no estado do Rio Grande do Norte. Com influências de filmes e contos de terror, suas músicas abordam temas sombrios como serial killers, assombrações e destruição. Apesar dessa abordagem temática pesada, o Sertão Sangrento não se esquece de incluir elementos de diversão, buscando também promover e divulgar a cultura underground.
A banda é composta por Popeye (vocal), Ely Sangrento (guitarra), Márcio Death Sangrento (baixo) e Markim Sangrento (bateria). Musicalmente, seguem o estilo punk rock cru e hardcore, com letras diretas e impactantes, promovendo a cultura underground.
Outras bandas que também se destacam nesse estilo e são igualmente importantes, especialmente em uma região onde o rock não é tão popular, incluem O Bando da Pedra do Sol, Scória S.A. e a Banda Césio. Essas formações trazem a essência do rock, punk e underground, contribuindo para a diversificação e fortalecimento da cena musical.

## Festivais e eventos musicais
Além dos eventos tradicionais, Caicó tem sido palco de festivais que promovem a diversidade musical e incentivam a interação entre diferentes gerações de músicos. O Festival Cuó, por exemplo, reúne artistas locais e regionais para celebrar a música em suas múltiplas formas.